# Гейс-тен-Бос
Палац Гейс-тен-Бос (нід. Paleis Huis ten Bosch, pronounced: [paːˈlɛis ˌɦœys tɛm ˈbɔs]; укр. "Будинок у лісі") — палац у Гаазі 17 століття доби голландського бароко для родини Оранських, одна з трьох сучасних резиденцій королів Нідерландів.

## Історичні дані

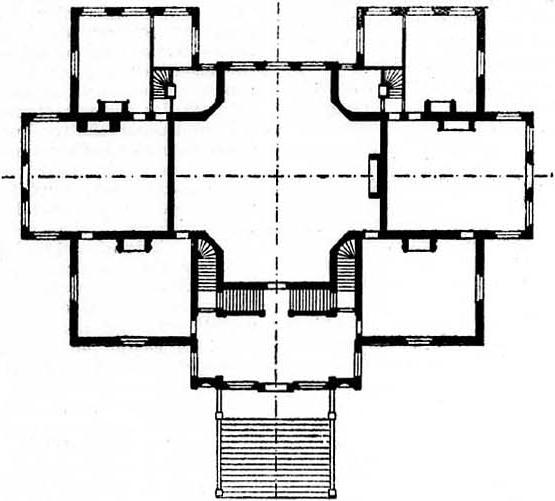
План палацу.

В середині 17 століття мистецтво Голландії все більше втрачало демократичні традиції і ставало на шлях обслуговування багатих верств населення. В першу черу це стосувалось і аристократичних родин, і новітніх багатіїв, зорієнтованих на пишні, аристократичні зразки мистецтва і моди Франції, Іспанії, Великої Британії. Саме аристократичними смаками вельмож Франції керувалися в родині принців Оранських, що традиційно посідали керівні позиції в військовому і державному управлінні. Ініціатива створення нового палацу надійшла від аристократів дому Оранських. Проект створили архітектори Якоб ван Кампен та Пітер Пост. Лісова частина на північному сході від міста Гааги і стала будівельним майданчиком та основою для саду бароко.
Невеликі розміри нового державного утворення (Поєднаних північних Провінцій, відоміші під назвою Голландія) не сприяли грандіозності навіть палацово-паркових ансамблів, коли за зразок брали подібні комплекси Франції чи Британії. Відносно невеликі розміри притаманні і садово-парковому ансамблю Гейс-тен-Бос.

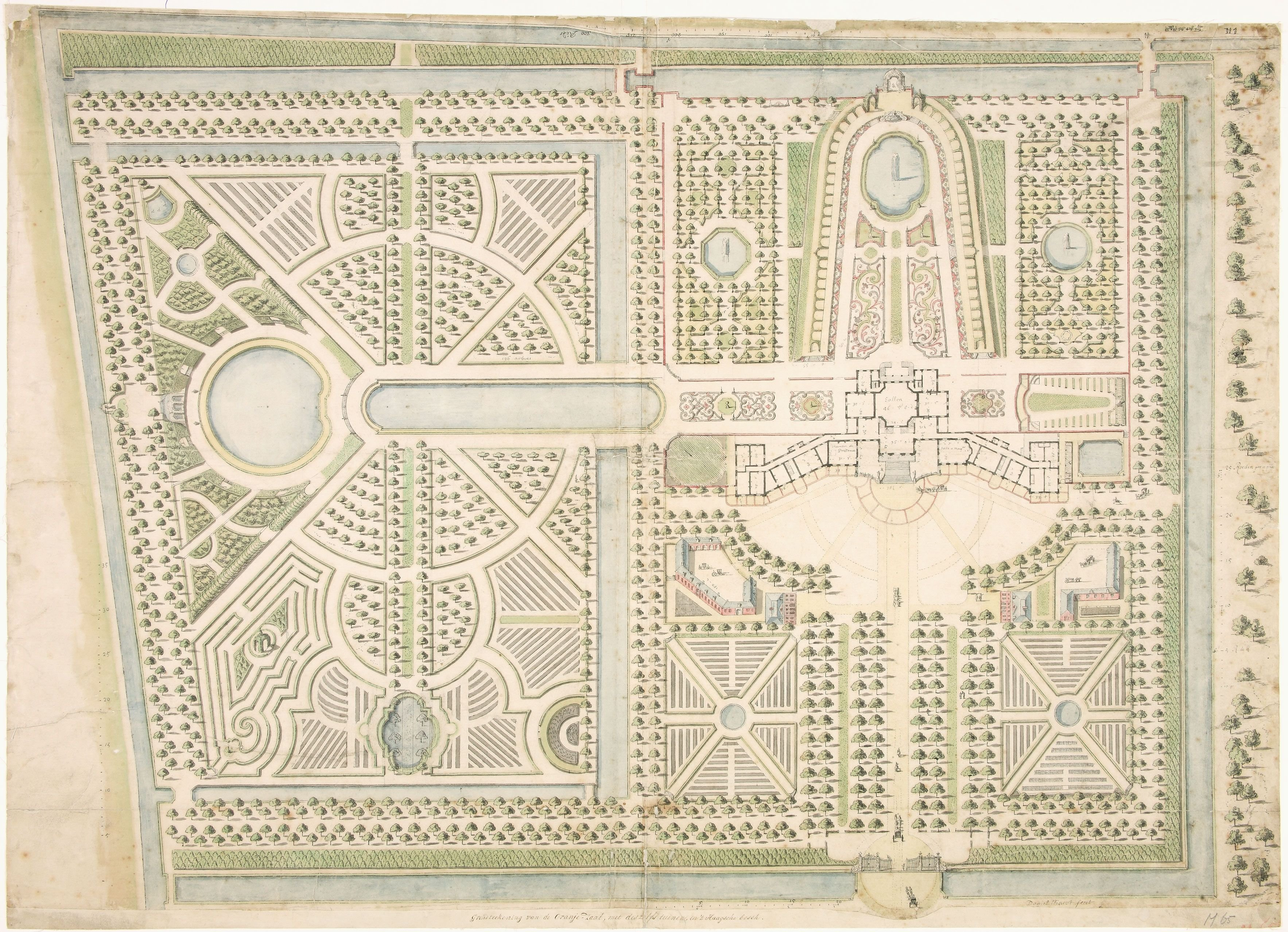

## Дві осі ансамблю
Ансамбль має дві головні осі, центральну, що проходить через парадний двір, палацик і партер за ним, і вздовжну, що пройшла через бічні фасади палацика до другої ділянки регулярного саду ліворуч від палацу. Слабким нагадуванням про грандіозний Версаль були партери, видовжений басейн-дзеркало вздовжної осі і канали. Але розпланування частин саду було самостійним, індивідуальним. Комплекс невловимо скидався не на жорстко геометричні побудови французів, а на національні сади бароко з бічним розташуванням палацу, з головуванням саду, мало скореного велетенській споруді палацу, як то має Вілла Альдобрандіні, Підгорецький замок, Палац Мезон-Лафіт, Петергоф чи Во ле Віконт.

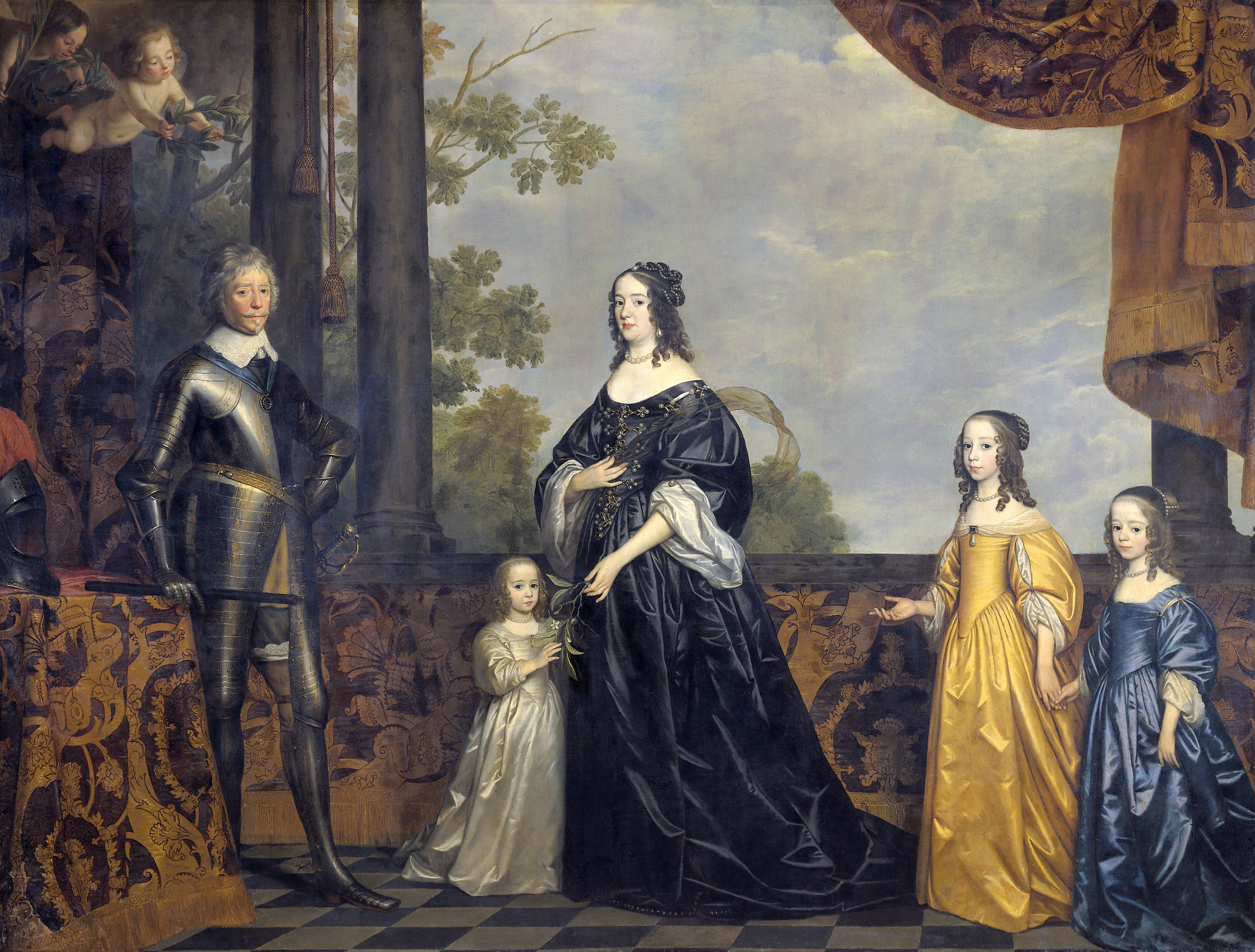
Герріт ван Гонтгорст. «Фредерік Гендрік, герцог Оранський, з родиною», 1647 рік, Державний музей (Амстердам).

## Аристократизація голландського мистецтва

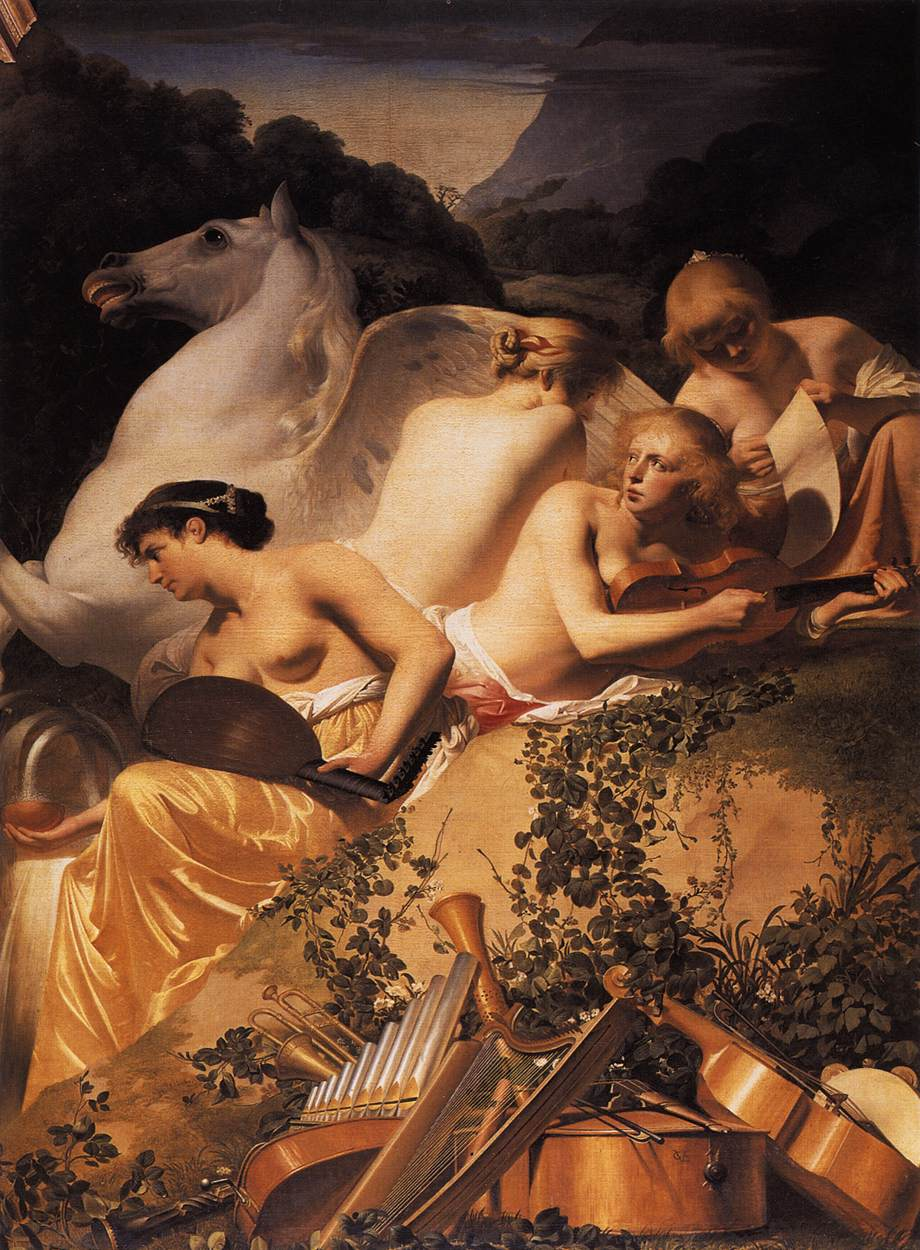
Цезар ван Евердінген. «Чотири музи і кінь Пегас на горі Парнас». Палац Гейс-тен-Бос, Гаага.

Надзвичайно слабкі традиції декоративного живопису в Голландії, де для їх розвітку не було відповідних умов, спонукали замовників Оранських звернутися до митців сусідньої Фландрії, де, навпаки, не було традицій демократичних, а переважали традиції вишуканості, елегантності, аристократизму. В новому палаці Гейс-тен-Бос працювали фламандці:
- Теодор ван Тюлден;
- Якоб Йорданс;
- Томас Віллібортс Босхарт;
- Гонсалес Коквес.

## Голландські майстри-декоратори
До декоративних робіт в палаці запросили тільки тих голландських майстрів, художня манера яких лише скидалась на твори фламандських декораторів. Тут працювали:
- Ян Лівенс;
- Саломон де Брай;
- Пітер де Греббер;
- Герріт ван Гонтгорст;
- Цезар ван Евердінген.

В палаці була створена Зала слави дому Оранських з парадними портретами в стилі Антоніса ван Дейка чи Годфрі Неллера. Парадну їдальню створив француз-емігрант Даніель Маро.
Частка цих майстрів була також задіяна в створенні оздоб для ратуші в Амстердамі, офіційної пам'ятки перемоги Нідерландської революції.

## Подальша історія ансамблю
Споруда Гейс-тен-Бос не була втрачена впродовж століть, хоча в часи 2-ї світової війни резиденцію покинула королева Вільгельміна, а комплекс захопили нацисти. За планами фашистів, палац підлягав руйнації, але їх умовили не чіпати комплекс. Часткові пошкодження були відновлені і реставровані в повоєнні роки (1950—1956). Палацовий ансамбль знову став державною резиденцією.